# Benești (Vâlcea)
Benești es una localidad rumana del oraș de Bălcești, en el condado de Vâlcea.

## Geografía
La localidad está ubicada en el valle del río Olteț.

## Historia
Hacia finales del siglo XIX Benești constituía una comuna del condado de Vâlcea, sin más localidades adheridas a ella, y tenía contabilizada una población de 356 habitantes. En la segunda mitad del siglo XX la localidad de Benești había pasado a pertenecer al oraș de Bălcești.